# Bantenspoorweg
De Bantenspoorweg was een spoorweg die onder Japanse supervisie in de bezettingsperiode van 1942 tot 1945 op Java werd aangelegd. De lijn was noodzakelijk voor vervoer van bruinkool dat uit mijnen bij Bajah werd gedolven. Gezien het aantal dodelijke slachtoffers van de aanleg van deze spoorlijn, kan deze spoorweg worden gerekend tot de Dodenspoorwegen. Hierbij vielen zeer veel inheemse slachtoffers. De spoorweg had een lengte van 89,35 km, en had 59 bruggen en 9 stations. Het hoogste punt lag op 113 meter. De spoorweg had de route Saketi - Bodjongdatar - Malingping - Bajah. Bij Saketi was een aansluiting op de spoorlijn Rangkasbitung – Labuan van het Staatsspoor (SS). De spoorlijn werd in 1951 gesloten vanwege de geringe inkomsten en de te hoge kosten voor noodzakelijk onderhoud. In 1960 is de lijn ontmanteld.
De Bantenspoorlijn was bedoeld voor het vervoer van bruinkool die werd gewonnen uit drie mijnen bij Bajah: Goenoeng Madoer, Tjimang en Tjihara. Hoewel er een weg liep, was die, gezien de staat van de weg grotendeels en zeker in het regenseizoen, ongeschikt voor het grootschalig vervoer van de bruinkool per vrachtauto. De Japanners hadden daartoe een spoorlijn gepland vanaf de mijnen langs de zuidkust van Java, naar het in het binnenland van Banten gelegen knooppunt van spoorwegen bij Saketi.
Voor het ontwerp van de spoorweg waren 8 Japanse ingenieurs en 7 personeelsleden onder wie 3 Nederlandse spoorwegingenieurs, die uit de kampen waren gehaald. Voor de bouw werden duizenden romoesja’s uit Midden- en Oost-Java geworven met mooie beloften. Zij konden een contract tekenen voor een verblijf van 3, 4, 6 of 8 maanden. Er werd echter lichamelijk veel van hen vereist, terwijl de voeding ver onder de maat was. Bovendien eiste de natuur met gifslangen en tropische ziekten haar tol en ontbrak het aan medische verzorging. Hierdoor vielen tijdens de aanleg van de spoorlijn vele slachtoffers, naar schatting 15.000 tot 60.000. Degenen die hun contractduur wel konden uitdienen, keerden uitgemergeld en vaak ziek huiswaarts. Behalve voor de aanleg van de lijn waren ook romoesja’s nodig voor het onderhoud na de ingebruikname in 1944. Ook in de mijn werden romoesja's tewerk gesteld. Het aantal slachtoffers die daar vielen wordt geschat op rond 20.000.
In de mijnen bij Bajah werd volgens de politicus Tan Malaka in 1942 een dagelijkse productie van 100 ton gewonnen. Met het transport per spoor werd 1942 24.000, in 1943 71.000, in 1944 72.000 en in 1945 (tot juni) 25.000 ton kolen vervoerd. Het vervoer vond tot aan de opening van de spoorlijn plaats met vrachtauto's naar Saketi of Soekaboemi, waar spoorlijnen aanwezig waren. Direct na de ingebruikneming van de spoorlijn in juni 1944 daalde de productie ten gevolge van roofbouw op de mijn waarbij arbeiders en materieel werden ingezet. Het streefcijfer van 300.000 ton per jaar werd niet gehaald. Ter vergelijking: de totale opbrengst in heel het land bedroeg 1.781.000 ton in 1939.
Reeds vroeg was bij de naar Melbourne uitgeweken Nederlandse inlichtingendienst NEFIS de geplande route bekend.
In 1952 is onderzocht de lijn opnieuw te exploiteren, maar de kosten hiervoor lagen te hoog. Van de spoorweg zijn sommige delen nog intact en zijn een aantal bruggen nog bewaard gebleven, maar veel is ten onder gegaan aan verwaarlozing of opgebroken.
Heropening van de lijn Rangkasbitung - Saketi - Labuan met de zijlijn Saketi - Bayah (de Bantenspoorweg), onder meer van belang voor de cementindustrie in Bayah, is door het Indonesische Ministerie van Transport opgenomen in een meerjarenplan 2015-2019. In 2020 is gestart met de eerste fase van dit plan, werkzaamheden voor de heropening van het traject Rangkasbitung - Pandeglang van de lijn naar Labuan. 